# Kanonenschussweite
Die Kanonenschussweite war ein österreichisches nautisches Längenmaß, dem die Weite eines Kanonenschusses zu Grunde gelegt wurde. 
Praktisch wurde das Maß nur in österreichischen Verordnungen und Vorschriften verwendet. Eine Kanonenschussweite entsprach drei Seemeilen, etwa ¾ der deutschen geografischen Meile. Die Entfernung beträgt nach heutigem Maß 5,556 Kilometer. (Seemeile mit 1,852 Kilometer)
Im allgemeinen Sprachgebrauch versteht man 3 Seemeilen als Kanonenschussweite. Der Abstand der gedachten Grenzlinie an Küsten auf der Seeseite kommt heute weltweit dieser Entfernung (Dreimeilenzone) nahe.